# 包信宝
包信宝（1945年12月—），男，江苏镇江人，中华人民共和国政治人物，曾任上海市人大常委会副主任，上海市总工会主席。